# Unión de Patriotas Rusos
La Unión de Patriotas Rusos (ruso: Союз русских патриотов) fue un grupo formado por emigrados rusos blancos que vivían en Francia. De orientación prosoviética, esta organización desarrolló sus actividades entre los años 1943 y 1948.
Después de la invasión alemana de la URSS, las autoridades de ocupación en Francia comenzaron a arrestar a numerosos emigrantes rusos, como Dmitri Odinets.En respuesta, muchos rusos se unieron a la resistencia francesa y, junto con el Partido Comunista Francés, fundaron la Unión de Patriotas Rusos el 3 de octubre de 1943.Esta organización publicó el periódico Patriota Ruso, que tras la Liberación de Francia pasó a llamarse Patriota Soviético, en paralelo al cambio de nombre de la organización a Unión de Patriotas Soviéticos. La agrupación continuó activa con el respaldo del consulado general soviético en París y, en ese momento, se estimaba que tenía unos 6500 miembros.
Tras la publicación del decreto del Presidium del Soviet Supremo de la URSS que restauraba la ciudadanía soviética a los antiguos súbditos del Imperio ruso residentes en Francia,muchos emigrados blancos, incluyendo la gran mayoría de los integrantes de la Unión, optaron por solicitar pasaportes soviéticos.
Más adelante, la Unión adoptó el nombre de Unión de Ciudadanos Soviéticos en Francia (Союз советских граждан во Франции). Durante la Guerra Fría, en 1947, las autoridades francesas detuvieron y expulsaron a la mayoría de sus líderes, incluido Lev Liubimov. Finalmente, el 16 de enero de 1948, el ministro del Interior francés ordenó la disolución de la Unión. En marzo de ese mismo año, todos los miembros de la junta directiva que se habían reunido fueron arrestados y enviados a la zona de ocupación soviética en Alemania.